# 藤原正彦
藤原 正彦（ふじわら まさひこ、昭和18年（1943年）7月9日 - ）は、日本の数学者。お茶の水女子大学名誉教授。専門は数論で、特に不定方程式論。エッセイストとしても知られる。
妻は、お茶の水女子大学で発達心理学を専攻し、カウンセラー、心理学講師そして翻訳家として活動する藤原美子。気象学者の藤原咲平は大伯父（父方祖父の兄）、美容家のメイ牛山は遠縁（父方祖父の姉の子の妻）に当たる。

## 略歴
新田次郎、藤原てい夫妻の次男として、満洲国の首都新京に生まれる。ソ連軍の満洲国侵攻に伴い汽車で新京を脱出したが、朝鮮半島北部で汽車が停車したため、日本への帰還の北朝鮮から福岡市までの残り区間は母と子3人（兄、本人、妹）による1年以上のソ連軍からの苦難の逃避行となった。母・藤原ていのベストセラー『流れる星は生きている』の中でも活写されたこの経験は、本人のエッセイの中でも様々な形で繰り返し言及されており、老いた母を伴っての満洲再訪記が『祖国とは国語』（2003年）に収録されている。
5歳のころ、信州茅野にある祖父母宅に預けられた。このときの自然体験は、後に自身の美意識の土台となっている。このころ図工の先生であった安野光雅から絵と、数学の面白さも教わる。
アメリカ留学記『若き数学者のアメリカ』（1977年）が話題となり、1978年同書で日本エッセイスト・クラブ賞を受賞。以後エッセイストとして活動。身辺雑記からイギリス滞在記や科学エッセイ、数学者の評伝に至るまで対象は広い。『父の旅 私の旅』（1987年）は、亡父・新田次郎の絶筆となった未完の小説『孤愁 サウダーデ』の主人公モラエスの故郷であるポルトガルを、一人レンタカーを駆って一周する紀行文である。これは、先年亡くなった亡父が、その取材旅行で訪れた時に残した詳細なメモ等を元に、同じコースを辿り、同じ人に会おうとしたものである。その中で、ポルトガル人にとっての「サウダーデ」の意味を問い続け、自らにとっての「サウダーデ(郷愁)」を求めようとするものでもある。2012年には正彦が執筆した『孤愁 サウダーデ』の続編を併せた小説が出版された。
エッセイではしばしば「武士道」や「祖国愛（ナショナリズムではなくパトリオティズム）」、「情緒」の大切さを諧謔を交えて説いてきたが、口述を編集者がまとめた『国家の品格』（2005年11月、新潮新書）は200万部を超えるベストセラーとなり、翌2006年の新語・流行語大賞に「品格」が選ばれるなど大きな話題となった。同書では数学者の立場から、「論理より情緒」・「英語より国語」・「民主主義より武士道」と説いている。
2009年に上映された映画「劔岳 点の記」は父・新田次郎の原作である。著作権を持っていた正彦と実兄の正広は木村大作監督の山岳映画に対するこだわりから二つ返事で了承したという。
2009年（平成21年）3月をもってお茶の水女子大学教授を定年退職。講演活動を行いつつ数本の連載を抱える。『週刊新潮』に「管見妄語」を連載、2010年（平成22年）9月に『大いなる暗愚』（新潮社）として出版した。

## 人物
小学校からの英語教育必修化に批判的で「一に国語、二に国語、三四がなくて五に算数。あとは十以下」であると述べ、国語教育の充実を推奨。「読書をもっと強制的にでもさせなければならない」「教育の目的は自ら本に手を伸ばす子を育てること」と主張している。教育学者の齋藤孝明治大学教授は『祖国とは国語』の解説で「ああ、この人（藤原）に文部科学大臣になってもらいたい」と記している。なお、この齋藤の言葉は『祖国とは国語』の帯の惹句にもなっている。
また、飛び級制度にも批判的であり、「自然科学で最も重要なのは美しいものに感動する「情緒力」で、数学的なテクニックじゃない。幼いころの砂場遊び、野山を走り回る、小説に涙する、失恋するなど、あらゆる経験がそれを培う。国は効率的に育てようというが、スキップして数学だけ学んでもうまくいかない。」、「もし東京大、京都大など主要大学が飛び入学を導入すると、逆に新たな競争を生み、情緒力を養成する初等中等教育がズタズタになる。」、「高校三年の受験勉強は確かに情緒力養成には役に立たないが、だから摩耗しないよう飛び入学で救うというのは論理のすり替えだ。重要なのは高校三年の教育の改善。必要性のある受験勉強をする大学入試改革が必要で、責任は大学にある。才能ある一部を救って、多くが犠牲では済まない。」などと述べている。
『若き数学者のアメリカ』には、当時のストリーキングの熱に煽られ、一人でアパートの陰から全裸で路上に飛び出したこと、『遥かなるケンブリッジ』には大学で数学の研究に没頭して家庭を顧みないでいる間、次男が学校でいじめを受けたことを知り「Stand up and fight」・「武士道精神で闘え」と、殴られたら殴り返すよう次男を叱責したが、夫人から「非現実的な解決手段だ」とたしなめられ、最終的には藤原自身が学校に乗り込み、校長に直談判したこと、などのエピソードが綴られている。
NHK教育テレビジョンで2001年（平成13年）8月-9月期に放送されたNHK人間講座の「天才の栄光と挫折」という講座に出演した。その中で、8回にわたって、8人の数学者アイザック・ニュートン、関孝和、エヴァリスト・ガロア、ウィリアム・ローワン・ハミルトン、ソフィア・コワレフスカヤ、シュリニヴァーサ・ラマヌジャン、アラン・チューリング、アンドリュー・ワイルズの伝記を解説した。この番組用のテキストはヘルマン・ワイルの伝記を追加し大幅に加筆して、2002年（平成14年）に新潮選書に収録され、2008年（平成20年）に文春文庫に収録された。
歌手の奈良光枝、またなでしこジャパン(サッカー日本女子代表)主将の宮間あやと田中陽子の熱烈なファンであり、特に宮間あやに関しては、「卓越した技術、なでしこサッカー主将としての理論的および精神的支柱ばかりでなく、日本の良き文化の伝道者でもある」  と称賛している。
安倍晋三の著書「日本の決意」の帯に「戦後初めての自主外交を展開する安倍総理の決意と覚悟を見た」と記している。
リーマンショック前に刊行された国家の品格で、後に起ることとなった世界金融危機の勃発を予言したことでも知られる。

## 年表
- 1956年（昭和31年） - 武蔵野市立第四小学校卒業[8]。
- 1959年（昭和34年） - 東京学芸大学附属小金井中学校卒業。
- 1962年（昭和37年） - 東京都立西高等学校卒業。
- 1966年（昭和41年） - 東京大学理学部数学科卒業。
- 1968年（昭和43年）
  - 同大学院理学系研究科修士課程数学専攻修了。
  - 東京都立大学 (1949-2011)理学部助手。
- 1972年（昭和47年） - ミシガン大学研究員。
- 1973年（昭和48年）
  - 東大に学位請求論文を提出して理学博士号取得。博士論文：「不定方程式における局所大局原理及解の有限性」。
  - コロラド大学ボルダー校助教授。
- 1976年（昭和51年） - お茶の水女子大学理学部数学科助教授。
- 1987年（昭和62年） - 文部省長期在外研究員として8月から1年間ケンブリッジ大学へ[9]。
- 1988年（昭和63年） - 同教授。
- 2000年（平成12年） - 同付属図書館館長兼任。
- 2009年（平成21年） - 同退任、名誉教授。

## 受賞歴
- 1978年（昭和53年） - 第26回日本エッセイスト・クラブ賞（『若き数学者のアメリカ』）[1]。
- 2004年（平成16年） - 第4回正論新風賞（全言論活動）。
- 2006年（平成18年） - 第23回新語・流行語大賞（『品格』）。

## 著書

### 単著
- 『若き数学者のアメリカ』新潮社、1977年11月。ISBN 978-4-10-327401-8。
  - 『若き数学者のアメリカ』新潮社〈新潮文庫〉、1981年6月25日。ISBN 4-10-124801-X。
  - 『若き数学者のアメリカ』（改版）新潮社〈新潮文庫〉、2003年6月。ISBN 4-10-124801-X。
- 『数学者の言葉では』新潮社、1981年5月。ISBN 978-4-10-327402-5。
  - 『数学者の言葉では』新潮社〈新潮文庫〉、1984年6月27日。ISBN 4-10-124802-8。
- 『父の旅　私の旅』新潮社、1987年7月。ISBN 4-10-327403-4。
  - 『数学者の休憩時間』新潮社〈新潮文庫〉、1993年3月2日。ISBN 4-10-124803-6。 - 藤原 1987の改題改訂
- 『遥かなるケンブリッジ 一数学者のイギリス』新潮社、1991年10月。ISBN 4-10-327404-2。
  - 『遥かなるケンブリッジ 一数学者のイギリス』新潮社〈新潮文庫〉、1994年7月1日。ISBN 4-10-124804-4。
  - 『遥かなるケンブリッジ 一数学者のイギリス』埼玉福祉会〈大活字本シリーズ〉、2001年1月。ISBN 4-88419-050-5。
- 『父の威厳』講談社、1994年6月。ISBN 4-06-205873-1。
  - 『父の威厳 数学者の意地』新潮社〈新潮文庫〉、1997年6月30日。ISBN 4-10-124805-2。
  - 『父の威厳 数学者の意地』日本障害者リハビリテーション協会、1999年9月。 - 内容：録音データ、形態：CD-ROM1枚、収録時間：8時間25分。
- 『心は孤独な数学者』新潮社、1997年10月。ISBN 4-10-327405-0。
  - 『心は孤独な数学者』新潮社〈新潮文庫〉、2001年1月1日。ISBN 4-10-124806-0。
- 『古風堂々数学者』講談社、2000年6月15日。ISBN 4-06-210186-6。
  - 『古風堂々数学者』新潮社〈新潮文庫〉、2003年5月1日。ISBN 4-10-124807-9。
- 『天才の栄光と挫折』NHK出版〈NHK人間講座 2001年8月～9月期〉、2001年7月。ISBN 978-4-14-189052-2。
  - 『天才の栄光と挫折 数学者列伝』新潮社〈新潮選書〉、2002年5月17日。ISBN 4-10-603511-1。
  - 『天才の栄光と挫折 数学者列伝』文藝春秋〈文春文庫〉、2008年9月3日。ISBN 978-4-16-774902-6。 - アイザック・ニュートン、関孝和、エヴァリスト・ガロア、ウィリアム・ローワン・ハミルトン、ソフィア・コワレフスカヤ、シュリニヴァーサ・ラマヌジャン、アラン・チューリング、ヘルマン・ワイル、アンドリュー・ワイルズの伝記。
- 『祖国とは国語』講談社、2003年4月25日。ISBN 4-06-211712-6。
  - 『祖国とは国語』新潮社〈新潮文庫〉、2006年1月1日。ISBN 4-10-124808-7。
- 『国家の品格』新潮社〈新潮新書〉、2005年11月20日。ISBN 4-10-610141-6。
- 『この国のけじめ』文藝春秋、2006年4月14日。ISBN 4-16-367800-X。
  - 『この国のけじめ』（決定版）文藝春秋〈文春文庫〉、2008年4月10日。ISBN 978-4-16-774901-9。
- 『藤原正彦の人生案内』中央公論新社、2006年11月。ISBN 4-12-003787-8。
  - 読売新聞東京本社生活情報部 編『人生に関する72章』新潮社〈新潮文庫〉、2009年2月1日。ISBN 978-4-10-124809-7。 - 『藤原正彦の人生案内』を改題。
- 『心に太陽を唇に歌を 未来に生きる君たちへ』世界文化社、2007年4月。ISBN 978-4-418-07506-5。 - 児童向けの自伝物語、小冊子。
- 『名著講義』文藝春秋、2009年12月10日。ISBN 978-4-16-372020-3。
  - 『名著講義』文藝春秋〈文春文庫 ふ26-3〉、2012年5月10日。ISBN 978-4-16-774903-3。
- 『ヒコベエ』講談社、2010年7月29日。ISBN 978-4-06-216375-0。
- 『管見妄語 大いなる暗愚』新潮社、2010年9月17日。ISBN 978-4-10-327407-0。
  - 『管見妄語 大いなる暗愚』新潮社〈新潮文庫〉、2012年6月1日。ISBN 978-4-10-124811-0。
- 『日本人の誇り』文藝春秋〈文春新書〉、2011年4月10日。ISBN 978-4-16-660804-1。
- 『管見妄語 始末に困る人』新潮社、2011年10月18日。ISBN 978-4-10-327408-7。
  - 『管見妄語 始末に困る人』新潮社〈新潮文庫〉、2013年11月1日。ISBN 978-4-10-124812-7。
- 『管見妄語 卑怯を映す鏡』新潮社、2012年11月16日。ISBN 978-4-10-327409-4。
- 『管見妄語 グローバル化の憂鬱』新潮社、2013年11月18日。ISBN 978-4-10-327410-0。
- 『国家と教養』新潮社〈新潮新書〉、2018年12月20日。ISBN 978-4-10-610793-1。
- 『本屋を守れ 読書は国力』PHP研究所〈PHP新書〉、2020年3月13日。ISBN 978-4-569-84665-1。

### 共著
- 日本数学会 編『岩波 数学辞典』（第3版）岩波書店、1985年12月10日。ISBN 4-00-080016-7。
  - 日本数学会 編『岩波 数学辞典』（第4版）岩波書店、2007年3月15日。ISBN 978-4-00-080309-0。
- 小川洋子『世にも美しい数学入門』筑摩書房〈ちくまプリマー新書〉、2005年4月6日。ISBN 4-480-68711-4。
- 安野光雅『世にも美しい日本語入門』筑摩書房〈ちくまプリマー新書〉、2006年1月6日。ISBN 4-480-68727-0。
- 『国家の品格 対訳ニッポン/The Dignity of the Nation』ジャイルズ・マリー 訳、IBCパブリッシング、2007年6月。ISBN 978-4-89684-568-6。
- 『日本人の矜持 九人との対話』新潮社、2007年7月。ISBN 978-4-10-327406-3。 - 齋藤孝・中西輝政・曾野綾子・山田太一・佐藤優・五木寛之・ビートたけし・佐藤愛子・阿川弘之との対話集。
  - 『日本人の矜持　九人との対話』新潮社〈新潮文庫〉、2010年1月1日。ISBN 978-4-10-124810-3。
- 半藤一利、中西輝政・柳田邦男・福田和也・保阪正康 ほか『父が子に教える昭和史　あの戦争36のなぜ？』文藝春秋〈文春新書〉、2009年8月20日。ISBN 978-4-16-660711-2。
- 新田次郎『孤愁 ＝ SAUDADE　サウダーデ』文藝春秋、2012年11月29日。ISBN 978-4-16-381740-8。

### 編著
- 山本夏彦『「夏彦の写真コラム」傑作選』 1(1979-1991)、新潮社〈新潮文庫〉、2004年3月。ISBN 4-10-135017-5。

### 訳書
- アーノルド・L・リーバー『月の魔力　バイオタイドと人間の感情』藤原美子 共訳、東京書籍、1984年7月。 - 原題How The Moon Affects You。
  - アーノルド・L・リーバー『月の魔力』藤原美子 共訳（増補）、東京書籍、1996年10月。ISBN 4-487-76167-0。
- ジョン・L・キャスティ『ケンブリッジ・クインテット』藤原美子 共訳、新潮社〈Crest books〉、1998年9月。ISBN 4-10-590005-6。 - 原題The Cambridge Quintet。
- オイゲン・ヘリゲル『無我と無私 禅の考え方に学ぶ』藤原美子 訳、藤原正彦 監訳、ランダムハウス講談社、2006年11月。ISBN 4-270-00164-X。 - 原題Zen in the art of archery。

### 監修
- ドゥニ・ゲージ『数の歴史』南條郁子 訳、創元社〈「知の再発見」双書 74〉、1998年4月10日。ISBN 4-422-21134-X。